# Hall da Fama do Voleibol

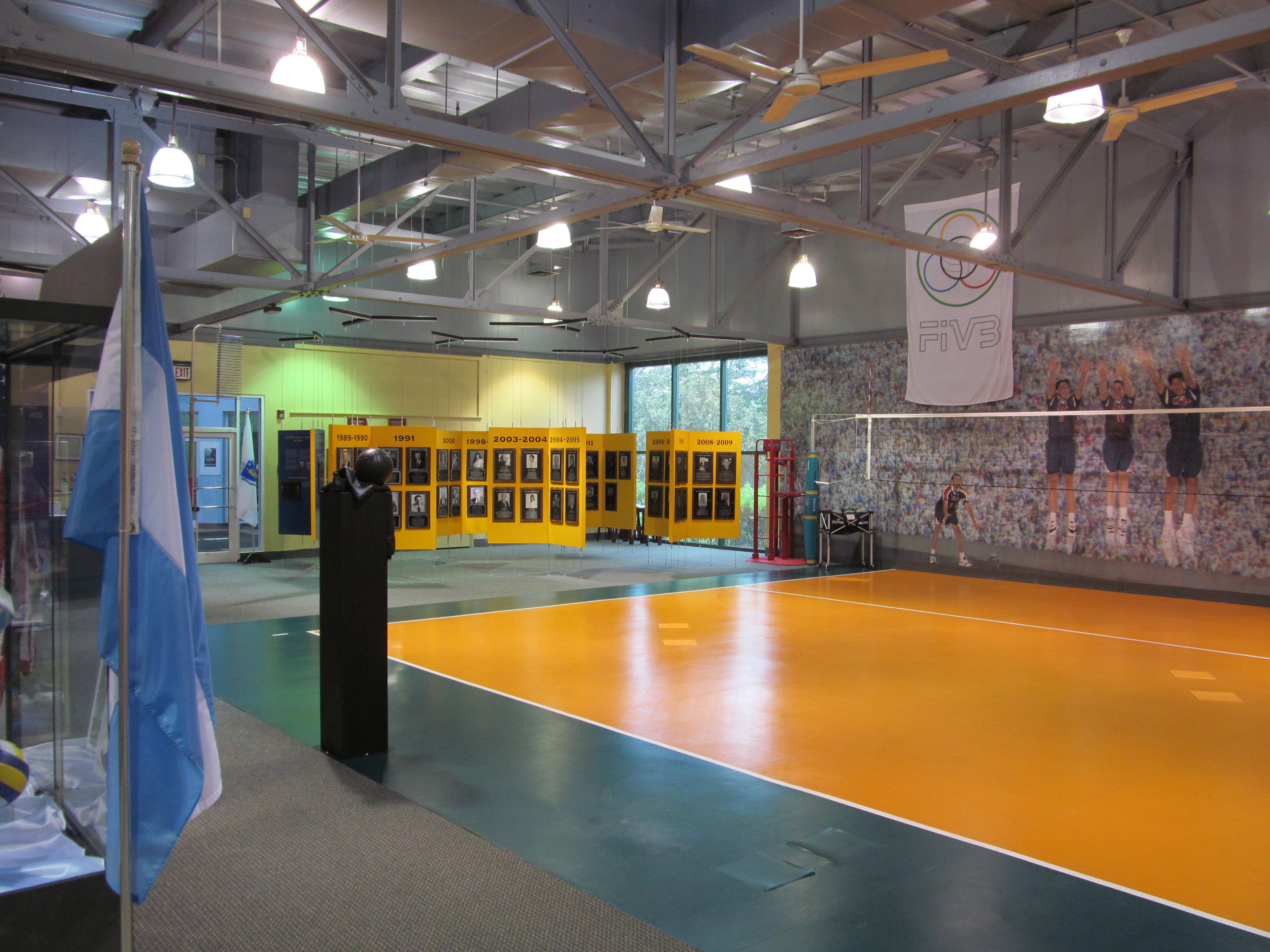
Hall da Fama do Voleibol

O Hall da Fama do Voleibol (em inglês:  Volleyball Hall of Fame) foi fundado para homenagear atletas, técnicos, árbitros e líderes que contribuíram significantemente pelo desenvolvimento do voleibol.
Está localizado em Holyoke, Massachusetts, Estados Unidos, onde o vôlei foi criado em 1895 por William G. Morgan.
Com a inclusão do ex-levantador Mauricio, em 2012, o Brasil possui 7 homenageados.

## Membros

### Jogadores Masculino
| Jogador                | Ano  |
| ---------------------- | ---- |
| Michael O'Hara         | 1989 |
| Rolf Engen             | 1991 |
| Thomas Haine           | 1991 |
| Jon Stanley            | 1992 |
| Ron Von Hagen          | 1992 |
| Mike Bright            | 1993 |
| Larry Rundle           | 1994 |
| Pedro "Pete" Velasco   | 1997 |
| Craig Buck             | 1998 |
| Dusty Dvorak           | 1998 |
| Steve Timmons          | 1998 |
| James G. Wortham       | 1999 |
| Yuri Tchesnokov        | 2000 |
| Harold Wendt           | 2000 |
| Charles "Karch" Kiraly | 2001 |
| Tomasz Wójtowicz       | 2002 |
| Jungo Morita           | 2003 |
| Sinjin Smith           | 2003 |
| Josef Musil            | 2004 |
| Seiji Oko              | 2004 |
| Bernard Rajzman        | 2005 |
| Konstantin Reva        | 2005 |
| Ron Lang               | 2005 |
| Stanislaw Gosciniak    | 2005 |
| Armen Ekmekji          | 2005 |
| Bernie Holtzman        | 2006 |
| Edward Skorek          | 2006 |
| Bob Ctvrtlik           | 2007 |
| Andrea Gardini         | 2007 |
| Dimitar Zlatanov       | 2007 |
| Andrea Giani           | 2008 |
| Randy Stoklos          | 2008 |
| Yuriy Poyarkov         | 2008 |
| Ivans Bugajenkovs      | 2009 |
| Siegfried Schneider    | 2009 |
| Aleksandr Savin        | 2010 |
| Lorenzo Bernardi       | 2011 |
| Vladimir Grbić         | 2011 |
| Hugo Conte             | 2011 |
| Georgy Mondzolevsky    | 2012 |
| Jeff Stork             | 2012 |
| Maurício Lima          | 2012 |
| Peter Blangé           | 2012 |
| Michael Dodd           | 2012 |
| Vyacheslav Zaytsev     | 2013 |
| Nalbert Bitencourt     | 2014 |
| Lloy Ball              | 2015 |
| Renan Dal Zotto        | 2015 |
| Nikola Grbić           | 2016 |
| Emanuel                | 2016 |
| Loiola                 | 2017 |
| Ron Zwerver            | 2017 |
| Giba                   | 2018 |
| Bas van de Goor        | 2018 |
| en:Boris Gyuderov      | 2019 |
| Zé Marco               | 2019 |
| de:Josef Tesar         | 2019 |
| Sergey Tetyukhin       | 2021 |
| Giovane Gávio          | 2021 |
| Todd Rogers            | 2021 |
| Ricardo Santos         | 2021 |
| Serginho               | 2021 |
| Clay Stanley           | 2021 |
| Samuele Papi           | 2022 |
| Phil Dalhausser        | 2023 |
| Katsutoshi Nekoda      | 2023 |

### Jogadoras
| Nome                     | Ano  |
| ------------------------ | ---- |
| Flo Hyman                | 1988 |
| Jane Ward                | 1988 |
| en:Kathy Gregory         | 1989 |
| en:Mary Jo Peppler       | 1990 |
| Patty Dowdell            | 1994 |
| Debbie Green             | 1995 |
| en:Patti Bright          | 1996 |
| Paula Weishoff           | 1998 |
| Inna Ryskal              | 2000 |
| Takako Shirai            | 2000 |
| EN:Jean Gaertner         | 2001 |
| Regla Torres             | 2001 |
| Lang Ping                | 2002 |
| Karolyn Kirby            | 2004 |
| Mireya Luis              | 2004 |
| Cecilia Tait             | 2005 |
| Jacqueline Silva         | 2006 |
| Nina Smoleyeva           | 2006 |
| Kerri Pottharst          | 2007 |
| Masae Kasai              | 2008 |
| Ana Moser                | 2009 |
| Holly McPeak             | 2009 |
| Gabriela Pérez del Solar | 2010 |
| Shelda Bede              | 2010 |
| Adriana Behar            | 2010 |
| Magalys Carvajal         | 2011 |
| Rita Crockett            | 2011 |
| Lyudmila Buldakova       | 2012 |
| Natalie Cook             | 2013 |
| Caren Kemner             | 2013 |
| Tara Cross-Battle        | 2014 |
| Roza Salikhova           | 2014 |
| Sandra Pires             | 2014 |
| Fofão                    | 2015 |
| Misty May                | 2016 |
| Danielle Scott           | 2016 |
| Irina Parkhomchuk        | 2017 |
| Evgenia Artamonova       | 2018 |
| Mirka Francia            | 2019 |
| Valentina Ogiyenko       | 2019 |
| Logan Tom                | 2021 |
| Taismary Agüero          | 2021 |
| Fernanda Venturini       | 2022 |
| Kerri Walsh              | 2022 |
| Larissa França           | 2023 |
| Yumilka Ruiz             | 2023 |

### Técnicos
| Nome                 | Ano  |
| -------------------- | ---- |
| Harry Wilson         | 1988 |
| Douglas Beal         | 1989 |
| Col. Edward DeGroot  | 1990 |
| James Coleman        | 1992 |
| Al Scates            | 1993 |
| Marv Dunphy          | 1994 |
| Arie Selinger        | 1995 |
| Donald Shondell      | 1996 |
| Andy Banachowski     | 1997 |
| Yasutaka Matsudaira  | 1998 |
| Hirofumi Daimatsu    | 2000 |
| Vyascheslav Platonov | 2002 |
| Givi Akhvlediani     | 2003 |
| Julio Velasco        | 2003 |
| Eugenio George       | 2005 |
| Shigeo Yamada        | 2006 |
| Yuan Weimin          | 2007 |
| Nikolay Karpol       | 2009 |
| Gabriella Kotsis     | 2010 |
| Hubert Wagner        | 2010 |
| Joop Alberda         | 2014 |
| Bebeto de Freitas    | 2015 |
| Park Man-bok         | 2016 |
| Anders Kristiansson  | 2017 |
| Hugh McCutcheon      | 2018 |
| Vasil Simov          | 2019 |
| Bernardinho          | 2022 |
| Silvano Prandi       | 2023 |

### Árbitros
| Nome                 | Ano  |
| -------------------- | ---- |
| Glen Davies          | 1989 |
| Alton Fish           | 1990 |
| Dr. George J. Fisher | 1991 |
| Catalino Ignacio     | 1991 |
| Merton H. Kennedy    | 1992 |
| C.L. (Bobb) Miller   | 1995 |
| Dr. Endre Holvay     | 2006 |
| Paul Libaud          | 2009 |

### Líderes/Diretores
| Nome                 | Ano  |
| -------------------- | ---- |
| William G. Morgan    | 1985 |
| Harold T. Friermood  | 1986 |
| Leonard Gibson       | 1988 |
| George J. Fisher     | 1991 |
| John Koch            | 1994 |
| Robert L. Lindsey    | 1995 |
| Albert Monaco Jr.    | 1997 |
| Bill Baird           | 1998 |
| Wilber H. Peck       | 1999 |
| Dr. Endre Holvay     | 2006 |
| Carlos Arthur Nuzman | 2007 |
| Sinan Erdem          | 2008 |
| Vladimir Savvine     | 2008 |
| Frantisek Stibitz    | 2011 |